# Florival (vallée)
Pour les articles homonymes, voir Florival.
Le Florival (Florigeravallis : vallée des fleurs, en allemand Blumenthal) est l'autre nom de la vallée de la Lauch, vallée située sur le versant alsacien des Vosges, dans le Sud-Alsace (Haut-Rhin, France). Avec les vallées de la Thur et de la Doller, le Florival fait partie des trois vallées les plus méridionales des Vosges qui donnent sur l'agglomération mulhousienne et est fortement influencé par le pôle Mulhouse-Bâle.
Les communes qui se trouvent dans cette vallée sont Soultz, Guebwiller, Buhl, Lautenbach/Schweighouse, Lautenbach-Zell/Sengern et Linthal. Sans oublier Murbach qui se situe dans un petit vallon annexe.
Cette vallée de la Lauch, principalement de type résidentiel, les actifs la quittant en journée des jours ouvrables pour rejoindre la zone d'emploi de Mulhouse, n'est desservie que par une seule route majeure (D430), mais la faisabilité d'une desserte ferroviaire fait l'objet d'études depuis 2008, et le projet de réouverture de la ligne de Bollwiller à Lautenbach sera inscrit dans le contrat de projet de la région Alsace 2013. En effet, un projet spontanément désigné de "Tram-Train Mulhouse-Florival" pourrait être retenu, moyen qui est préféré notamment par la majorité des riverains de la ligne, pour son côte plus écologique, qu'aux TER classiques, réputés plus bruyants et polluants (motorisation diesel).[réf. nécessaire]